# الصراع الأهلي في الفلبين
الصراع الأهلي في الفلبين اعتبارًا من فبراير 2019 يشمل الصراع الأهلي بين القوات الحكومية الفلبينية ضد المتمردين الماويين، بدأ هذا التمرد في عام 1969 أثناء حكم فرديناند ماركوس. ويشمل الصراع الأهلي الفلبيني كل من:
- التمرد الشيوعي في الفلبين.
- صراع مورو: (حتى فبراير 2019).[5]

## قائمة الاشتباكات بين جبهة تحرير مورو والجيش
- فبراير 2000 عملية فاليانسي.
- مارس 2000 عملية الجرأة.
- يوليو 2000 معركة معسكر أبو بكر.
- نوفمبر 2001 تمرد ميسواري.
- فبراير 2003 معركة مجمع بوليوك.
- يوليو 2007 حادث قطع رأس باسيلان.
- أغسطس 2008 نزاع شمال كوتاباتو.
- سبتمبر 2013 أزمة مدينة زامبوانجا.

## قائمة الاشتباكات بين الجيش والجماعات الجهادية
- يونيو 2001 حصار لاميتان.
- يناير 2014 عملية دارخورس.
- أبريل 2014 معركة باسيلان.
- يناير 2015 صراع ماماسابانو.
- فبراير 2016 اشتباك بوتيج.
- أبريل 2016 معركة تيبو تيبو.
- اشتباكات سولو وباسيلان صيف 2016.
- نوفمبر 2016 اشتباك بوتيج.
- يناير 2017 حصار سجن كيداباوان.
- اشتباكات بوهول مايو 2017.
- مايو 2017 معركة مراوي.